# IWGP Junior Heavyweight Championship
Die IWGP Junior Heavyweight Championship (zu deutsch IWGP (International Wrestling Grand Prix) Junior Meisterschaft im Schwergewicht) ist ein Wrestlingtitel für Einzelwrestler bei New Japan Pro-Wrestling. Der Titel besitzt den Status einer Weltmeisterschaft, da er auch in den USA verteidigt wurde und unterliegt offiziell einem Gewichtslimit von 100 kg (entsprechen 220 amerikanische Pfund). Wie im Wrestling allgemein üblich erfolgt die Vergabe nach einer zuvor bestimmten Storyline.

## Geschichte
Der Titel wurde eingeführt, um Wrestler der unteren Gewichtsklasse bzw. jüngeren Wrestlern auszuzeichnen. Er wurde am 6. Februar 1986 eingeführt. Um einen Titelträger zu bestimmen, wurde ein Turnier bei der Show NJPW New Year Dash 1986 in Tokio ausgetragen, welches von Shiro Koshinaka gewonnen wurde. Er besiegte im Finale The Cobra, um so der erste IWGP Junior Heavyweight Champion zu werden.
Am 27. Dezember 1995 erhielt der Titel des Status einer Weltmeisterschaft, da er von Koji Kanemoto bei World Championship Wrestling in den USA verteidigt wurde. Er besiegte in dem Match Alex Wright. Zudem war der IWGP Junior Heavyweight Championship Teil der sogenannten Super J Crown, eine Sammlung von mehreren Titeln, speziell für leichtere bzw. technisch bessere Wrestler, die am 5. August 1996 während der Regentschaft von The Great Sasuke zusammengeführt wurden, als dieser ein Turnier mit acht Teilnehmern, die jeweils einen Titel hielten, gewann. Dazu gehörten zusätzlich der British Commonwealth Junior Heavyweight Championship, der NWA World Welterweight Championship, der NWA World Junior Heavyweight Championship, der UWA World Junior Light Heavyweight Championship, der WAR International Junior Heavyweight Championship, der WWA World Junior Heavyweight Championship und der WWF Light Heavyweight Championship. Nachdem die World Wrestling Federation (heute WWE) im November 1997 aber die Kontrolle über ihren Light Heavyweight Championship zurückerlangte, zerbrach die Super J und der IWGP Junior Heavyweight Championship wurde seitdem alleine ausgefochten.

## Titelträger

### Titelstatistiken
| Rekord                  | Rekordhalter         | Einheit           |
| ----------------------- | -------------------- | ----------------- |
| Meiste Titelgewinne     | Jushin Thunder Liger | 11-mal            |
| Längste Regentschaft    | Jushin Thunder Liger | 628 Tage          |
| Kürzeste Regentschaft   | Juventud Guerrera    | 7 Tage            |
| Ältester Titelträger    | Norio Honaga         | 39 Jahre 47 Tage  |
| Jüngster Titelträger    | Black Tiger IV       | 22 Jahre 345 Tage |
| Schwerster Titelträger  | Naoki Sano           | 110 Kilogramm     |
| Leichtester Titelträger | Kota Ibushi          | 75 Kilogramm      |

## Liste der Titelträger
| #  | Champion             | Nr. | Tage | Datum des Titelgewinns | Ort                          | Veranstaltung                                                                   | Bemerkung |
| -- | -------------------- | --- | ---- | ---------------------- | ---------------------------- | ------------------------------------------------------------------------------- | --- |
| 1  | Shiro Koshinaka      | 1   | 102  | 6. Februar 1986        | Tokio, Japan                 | New Year Dash 1986                                                              | Der Titel wurde als IWGP Junior Heavyweight Championship eingeführt. Shiro Koshinaka gewann ein Turnier, um der erste Titelträger zu werden. Er besiegte im Finale The Cobra. |
| 2  | Nobuhiko Takada      | 1   | 119  | 19. Mai 1986           | Tokio, Japan                 | Houseshow                                                                       | |
| 3  | Shiro Koshinaka      | 2   | 321  | 15. September 1986     | Fukuoka, Japan               | Houseshow                                                                       | |
|    | Titel vakant         | *   | *    | 2. August 1987         | *                            | *                                                                               | Aufgrund einer Verletzung von Shiro Koshinaka wurde der Titel für vakant erklärt. |
| 4  | Kuniaki Kobayashi    | 1   | 129  | 20. August 1987        | Fukuoka, Japan               | Houseshow                                                                       | Kuniaki Kobayashi gewann ein Turnier um den Titel und besiegte im Finale Nobuhiko Takada. |
| 5  | Hiroshi Hase         | 1   | 152  | 27. Dezember 1987      | Tokio, Japan                 | Inoki Touken Live III                                                           | |
| 6  | Owen Hart            | 1   | 28   | 27. Mai 1988           | Sendai, Japan                | Houseshow                                                                       | |
| 7  | Shiro Koshinaka      | 3   | 265  | 24. Juni 1988          | Osaka, Japan                 | Houseshow                                                                       | |
| 8  | Hiroshi Hase         | 2   | 70   | 16. März 1989          | Yokohama, Japan              | Houseshow                                                                       | |
| 9  | Jushin Liger         | 1   | 77   | 25. Mai 1989           | Osaka, Japan                 | Houseshow                                                                       | |
| 10 | Naoki Sano           | 1   | 174  | 10. August 1989        | Tokio, Japan                 | Houseshow                                                                       | |
| 11 | Jushin Thunder Liger | 2   | 200  | 31. Januar 1990        | Tokio, Japan                 | Houseshow                                                                       | |
| 12 | Pegasus Kid          | 1   | 74   | 19. August 1990        | Tokio, Japan                 | Houseshow                                                                       | |
| 13 | Jushin Thunder Liger | 3   | 165  | 1. November 1990       | Tokio, Japan                 | Houseshow                                                                       | |
|    | Titel vakant         | *   | *    | 15. April 1991         | *                            | *                                                                               | Jushin Thunder Liger gab den Titel freiwillig ab, damit dieser beim Top of the Super Juniors-Tournament 1991 neu ausgefochten werden konnte. |
| 14 | Norio Honaga         | 1   | 43   | 30. April 1991         | Tokio, Japan                 | Houseshow                                                                       | Norio Honaga gewann das Top of the Super Juniors-Tournament 1991, um der neue Titelträger zu werden. Er besiegte im Finale Jushin Thunder Liger. |
| 15 | Jushin Thunder Liger | 4   | 58   | 12. Juni 1991          | Tokio, Japan                 | Houseshow                                                                       | |
| 16 | Akira Nogami         | 1   | 88   | 9. August 1991         | Tokio, Japan                 | G1 Climax 1991 – Day 2                                                          | |
| 17 | Norio Honaga         | 2   | 95   | 5. November 1991       | Tokio, Japan                 | Houseshow                                                                       | |
| 18 | Jushin Thunder Liger | 5   | 139  | 8. Februar 1992        | Sapporo, Japan               | Houseshow                                                                       | Jushin Thunder Liger gewann in diesem Match auch den WCW World Light Heavyweight Championship von Norio Honaga. |
| 19 | El Samurai           | 1   | 149  | 26. Juni 1992          | Tokyo, Japan                 | Houseshow                                                                       | |
| 20 | Ultimo Dragon        | 1   | 43   | 22. November 1992      | Tokio, Japan                 | Battle Zone Space I                                                             | |
| 21 | Jushin Thunder Liger | 6   | 628  | 4. Januar 1993         | Tokio, Japan                 | Fantastic Story in Tokyo Dome                                                   | |
| *  | Titel vakant         | *   | *    | 24. September 1994     | *                            | *                                                                               | Der Titel wurde aufgrund einer Beinverletzung von Jushin Thunder Liger für vakant erklärt. |
| 22 | Norio Honaga         | 3   | 145  | 27. September 1994     | Osaka, Japan                 | G1 Climax Special – Day 6                                                       | Norio Honaga gewann ein Turnier um den vakanten Titel. Er besiegte Wild Pegasus im Finale. |
| 23 | Koji Kanemoto        | 1   | 73   | 19. Februar 1995       | Tokio, Japan                 | Houseshow                                                                       | Während seiner Regentschaft wurde der IWGP Junior Heavyweight Championship mit dem UWA World Welterweight Championship vereinigt. Er besiegte dazu den UWA World Welterweight Champion Shinjiro Otani. |
| 24 | Sabu                 | 1   | 42   | 3. Mai 1995            | Fukuoka, Japan               | Wrestling Dontaku 1995                                                          | |
| 25 | Koji Kanemoto        | 2   | 204  | 14. Juni 1995          | Tokio, Japan                 | Houseshow                                                                       | Während seiner Regentschaft erhielt der IWGP Junior Heavyweight Championship den Status einer Weltmeisterschaft, als Koji Kanemoto den Titel beim WCW-PPV Starrcade 1995 gegen Alex Wright in Nashville, Tennessee, USA verteidigte. |
| 26 | Jushin Thunder Liger | 7   | 116  | 4. Januar 1996         | Tokio, Japan                 | Wrestling World 1996                                                            | |
| 27 | The Great Sasuke     | 1   | 165  | 29. April 1996         | Tokio, Japan                 | Battle Formation 1996                                                           | Während seiner Regentschaft gewann The Great Sasuke ein Turnier, in der er auch andere Junior Heavyweight Titles gewann. Diese waren der British Commonwealth Junior Heavyweight Championship, der NWA World Welterweight Championship, der NWA World Junior Heavyweight Championship, der UWA World Junior Light Heavyweight Championship, der WAR International Junior Heavyweight Championship, der WWA World Junior Heavyweight Championship und der WWF Light Heavyweight Championship. Aus diesen Titeln wurde daraufhin die Super J Crown. Sie wurden zudem zusammen verteidigt. |
| 28 | Ultimo Dragon        | 2   | 85   | 11. Oktober 1996       | Osaka, Japan                 | WAR Osaka Crash Night                                                           | |
| 29 | Jushin Thunder Liger | 8   | 183  | 4. Januar 1997         | Tokio, Japan                 | Wrestling World 1997                                                            | |
| 30 | El Samurai           | 2   | 35   | 6. Juli 1997           | Sapporo, Japan               | Summer Struggle 1997 – Day 12                                                   | |
| 31 | Shinjiro Otani       | 1   | 181  | 10. August 1997        | Nagoya, Japan                | The four Heaven in Nagoya Dome                                                  | Infolge der Rückverlangung des WWF Light Heavyweight Titles der World Wrestling Federation (heute WWE) zerbrach die Super J und der IWGP Junior Heavyweight Championship wurde wieder alleine ausgefochten. |
| 32 | Jushin Thunder Liger | 9   | 403  | 7. Februar 1998        | Sapporo, Japan               | Fighting Spirit 1998 – Day 10                                                   | |
| 33 | Koji Kanemoto        | 3   | 164  | 17. März 1999          | Hiroshima, Japan             | Hyper Battle 1999 – Day 12                                                      | |
| 34 | Kendo Kashin         | 1   | 44   | 28. August 1999        | Tokio, Japan                 | Jingu Climax                                                                    | |
| 35 | Jushin Thunder Liger | 10  | 49   | 11. Oktober 1999       | Tokio, Japan                 | Final Dome 1999                                                                 | |
| 36 | Juventud Guerrera    | 1   | 7    | 29. November 1999      | Denver, Colorado, USA        | WCW Monday Nitro                                                                | |
| 37 | Jushin Thunder Liger | 11  | 227  | 6. Dezember 1999       | Milwaukee, Wisconsin, USA    | WCW Monday Nitro                                                                | Psychosis ersetzte hierbei Juventud Guerrera, der wegen einer Armverletzung ausfiel. |
| 38 | Tatsuhito Takiwa     | 1   | 101  | 20. Juli 2000          | Sapporo, Japan               | Summer Struggle 2000 – Day 20                                                   | |
| 39 | Minoru Tanaka        | 1   | 264  | 29. Oktober 2000       | Kōbe, Japan                  | Get a Right!! - Tag 13                                                          | |
| 40 | Masayuki Naruse      | 1   | 80   | 20. Juli 2001          | Sapporo, Japan               | Dome Quake                                                                      | |
| 41 | Kendo Kashin         | 2   | 116  | 8. Oktober 2001        | Tokio, Japan                 | Indicate of Next                                                                | |
|    | Titel vakant         | *   | *    | 1. Februar 2002        | *                            | *                                                                               | Kendo Kashin wechselte zu All Japan, weswegen der Titel für vakant erklärt wurde. |
| 42 | Minoru Tanaka        | 2   | 153  | 16. Februar 2002       | Tokio, Japan                 | Fighting Spirit 2002 – Day 10                                                   | Minoru Tanaka besiegte Masahito Kakihara um den vakanten Titel. |
| 43 | Koji Kanemoto        | 4   | 278  | 19. Juli 2002          | Sapporo, Japan               | Summer Fight Series 2002 – Tag 20                                               | |
| 44 | Tiger Mask IV        | 1   | 153  | 23. April 2003         | Hiroshima, Japan             | Crush                                                                           | |
|    | Titel vakant         | *   | *    | 23. September 2003     | *                            | *                                                                               | Tiger Mask IV gab den Titel aufgrund persönlicher Unzufriedenheit mit dem Titelmatch freiwillig ab. |
| 45 | Jado                 | 1   | 62   | 13. Oktober 2003       | Tokio, Japan                 | Ultimate Crush II                                                               | Jado gewann eine 11 Men-Battle Royal um den vakanten Titel. |
| 46 | Heat                 | 3   | 386  | 14. Dezember 2003      | Nagoya, Japan                | Battle Final 2003                                                               | |
| 47 | Tiger Mask IV        | 2   | 278  | 4. Januar 2005         | Tokio, Japan                 | Touken Festival – Wrestling World 2005                                          | |
| 48 | Black Tiger IV       | 1   | 134  | 8. Oktober 2005        | Tokio, Japan                 | Toukon Souzou New Chapter                                                       | |
| 49 | Tiger Mask           | 3   | 73   | 19. Februar 2006       | Tokio, Japan                 | Circuit 2006 Acceleration – Day 15                                              | |
| 50 | Koji Kanemoto        | 5   | 235  | 4. Januar 2006         | Fukuoka, Japan               | New Japan Cup 2006 Special – Day 2                                              | |
| 51 | Minoru               | 4   | 194  | 24. Dezember 2006      | Tokio, Japan                 | Battle X-Mas! Catch the Victory                                                 | |
| 52 | Ryusuke Taguchi      | 1   | 155  | 6. Juli 2007           | Tokio, Japan                 | 35th Anniversary Tour – Circuit 2007 New Japan Soul – CTU Farewell Tour – Day 1 | |
| 53 | Wataru Inoue         | 1   | 190  | 8. Dezember 2007       | Osaka, Japan                 | 35th Anniversary Tour – Circuit 2007 New Japan alive – Day 7                    | |
|    | Titel vakant         | *   | *    | 16. Juni 2008          | *                            | *                                                                               | Wataru Inoue verkündete, dass er in die Heavyweight-Division wechseln wird, weswegen der Titel vakant wurde. |
| 54 | Tiger Mask           | 4   | 75   | 8. Juli 2008           | Tokio, Japan                 | New Japan Trill – Day 4                                                         | Tiger Mask gewann ein Turnier um den vakanten Titel. Er besiegte im Finale Prince Devitt. |
| 55 | Low-Ki               | 1   | 105  | 21. September 2008     | Kōbe, Japan                  | Circuit 2008 New Japan Generation – Day 11                                      | |
| 56 | Tiger Mask           | 5   | 224  | 4. Januar 2009         | Tokio, Japan                 | Wrestle Kingdom III                                                             | |
| 57 | Místico              | 1   | 85   | 15. August 2009        | Tokio, Japan                 | G1 Climax 2009 – New Lords, new Laws – Day 7                                    | |
| 58 | Tiger Mask           | 6   | 57   | 8. November 2009       | Tokio, Japan                 | Destruction 2009                                                                | |
| 59 | Naomichi Marufuji    | 1   | 166  | 4. Januar 2010         | Tokio, Japan                 | Wrestle Kingdom IV                                                              | |
| 60 | Prince Devitt        | 1   | 364  | 19. Juni 2010          | Osaka, Japan                 | Dominion 6.19                                                                   | |
| 61 | Kota Ibushi          | 1   | 86   | 18. Juni 2011          | Osaka, Japan                 | Dominion 6.18                                                                   | |
|    | Titel vakant         | *   | *    | 12. September 2011     | *                            | *                                                                               | Wegen einer Schulterverletzung konnte Kota Ibushi den Titel nicht verteidigen, der somit vakant war. |
| 62 | Prince Devitt        | 2   | 223  | 19. September 2011     | Kōbe, Japan                  | G1 Climax Special 2011 – Day 11                                                 | Prince Devitt besiegte KUSHIDA um den vakanten Titel, um so neuer Titelträger zu werden. |
| 63 | Low-Ki               | 2   | 87   | 3. Mai 2012            | Fukuoka, Japan               | NJPW 40th Anniversary – Wrestling Dontaku 2012                                  | |
| 64 | Kota Ibushi          | 2   | 71   | 29. Juli 2012          | Tokio, Japan                 | NJPW 40th Anniversary Last Rebellion                                            | |
| 65 | Low-Ki               | 3   | 34   | 8. Oktober 2012        | Tokio, Japan                 | NJPW 40th Anniversary – King of Pro-Wrestling                                   | |
| 66 | Prince Devitt        | 3   | 419  | 11. November 2012      | Osaka, Japan                 | NJPW 40th Anniversary – Power Struggle                                          | |
| 67 | Kota Ibushi          | 3   | 181  | 4. Januar 2014         | Tokio, Japan                 | Wrestle Kingdom 8                                                               | |
| 68 | KUSHIDA              | 1   | 79   | 4. Juli 2014           | Tokio, Japan                 | Kizuna Road – Day 3                                                             | |
| 69 | Ryusuke Taguchi      | 2   | 104  | 21. September 2014     | Kobe, Japan                  | Destruction in Kobe                                                             | |
| 70 | Kenny Omega          | 1   | 182  | 4. Januar 2015         | Tokio, Japan                 | Wrestle Kingdom 9                                                               | |
| 71 | KUSHIDA              | 2   | 80   | 5. Juli 2015           | Osaka, Japan                 | Dominion 7.5                                                                    | |
| 72 | Kenny Omega          | 2   | 103  | 23. September 2015     | Okayama, Japan               | Destruction in Okayama                                                          | |
| 73 | KUSHIDA              | 3   | 257  | 4. Januar 2016         | Tokio, Japan                 | Wrestle Kingdom 10                                                              | |
| 74 | BUSHI                | 1   | 49   | 17. September 2016     | Tokio, Japan                 | Destruction in Tokyo                                                            | |
| 75 | KUSHIDA              | 4   | 60   | 5. November 2016       | Osaka, Japan                 | Power Struggle                                                                  | |
| 76 | Hiromu Takahashi     | 1   | 158  | 4. Januar 2017         | Tokio, Japan                 | Wrestle Kingdom 11                                                              | |
| 77 | KUSHIDA              | 5   | 120  | 11. Juni 2017          | Osaka, Japan                 | Dominion 6.11                                                                   | |
| 78 | Will Ospreay         | 1   | 27   | 9. Oktober 2017        | Tokio, Japan                 | King of Pro-Wrestling 2017                                                      | |
| 79 | Marty Scurll         | 1   | 60   | 5. November 2017       | Osaka, Japan                 | Power Struggle 2017                                                             | |
| 80 | Will Ospreay         | 2   | 156  | 4. Januar 2018         | Tokio, Japan                 | Wrestle Kingdom 12                                                              | Dies war ein 4-Way-Match, in welches auch Hiromu Takahashi und KUSHIDA involviert waren |
| 81 | Hiromu Takahashi     | 2   | 72   | 9. Juni 2018           | Osaka, Japan                 | Dominion 6.9                                                                    | |
|    | Titel vakant         | *   | *    | 20. August 2018        | *                            | *                                                                               | Wegen einer Nackenverletzung konnte Hiromu Takahashi den Titel nicht verteidigen, der somit vakant war. |
| 82 | KUSHIDA              | 6   | 88   | 8. Oktober 2018        | Tokio, Japan                 | King of Pro-Wrestling 2018                                                      | KUSHIDA gewann ein Turnier, um den vakanten Titel zu holen. Er besiegte im Finale Marty Scurll. |
| 83 | Taiji Ishimori       | 1   | 92   | 4. Januar 2019         | Tokio, Japan                 | Wrestle Kingdom 13                                                              | |
| 84 | Dragon Lee           | 1   | 64   | 6. April 2019          | New York City, New York, USA | ROH/NJPW G1 Supercard                                                           | |
| 85 | Will Ospreay         | 3   | 209  | 9. Juni 2019           | Osaka, Japan                 | Dominion 6.9                                                                    | |
| 86 | Hiromu Takahashi     | 3   | 238  | 4. Januar 2020         | Tokio, Japan                 | Wrestle Kingdom 14 - Day 1                                                      | |
| 87 | Taiji Ishimori       | 2   | 129  | 29. August 2020        | Tokio, Japan                 | Summer Struggle in Jingu 2020                                                   | |
| 88 | Hiromu Takahashi     | 4   | 51   | 5. Januar 2021         | Tokio, Japan                 | Wrestle Kingdom 15 - Day 2                                                      | |
|    | Titel vakant         | *   | *    | 25. Februar 2021       | *                            | *                                                                               | Wegen einer Schulterverletzung konnte Hiromu Takahashi den Titel nicht verteidigen, der somit vakant war. |
| 89 | El Desperado         | 1   | 147  | 28. Februar 2021       | Osaka, Japan                 | Castle Attack - Day 2                                                           | El Desperado gewann ein Three Way-Match, in welches auch BUSHI und El Phantasmo involviert waren, um den vakanten Titel zu gewinnen. |
| 90 | Robbie Eagles        | 1   | 104  | 25. Juli 2021          | Tokio, Japan                 | Wrestle Grand Slam                                                              | |
| 91 | El Desperado         | 2   | 176  | 6. November 2021       | Osaka, Japan                 | Power Struggle 2021                                                             | |
| 92 | Taiji Ishimori       | 3   | 248  | 1. Mai 2022            | Fukuoka, Japan               | Wrestling Dontaku 2022                                                          | |
| 93 | Hiromu Takahashi     | 5   | 365  | 4. Januar 2023         | Tokio, Japan                 | Wrestle Kingdom 17                                                              | |
| 94 | El Desperado         | 3   | 50   | 4. Januar 2024         | Tokio, Japan                 | Wrestle Kingdom 18                                                              | |
| 95 | SHO                  | 1   | 114  | 23. Februar 2024       | Sapporo, Japan               | The new Beginning in Sapporo - Day 1                                            | |
| 96 | El Desperado         | 4   | 19   | 16. Juni 2024          | Sapporo, Japan               | New Japan Soul - Day 1                                                          | Dies war ein Steel Cage-Match. |
| 97 | DOUKI                | 1   | 183  | 5. Juli 2024           | Tokio, Japan                 | New Japan Soul - Day 7                                                          | |
| 98 | El Desperado         | 5   | 195+ | 4. Januar 2025         | Tokio, Japan                 | Wrestle Kingdom 19                                                              | |

## Statistiken

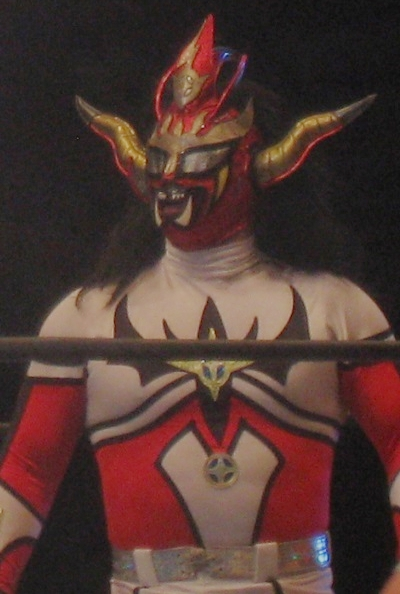
Jushin Thunder Liger, mit 11 Regentschaften der Rekordchampion.

| Platz | Name                      | Anzahl | Vert. insgesamt | Tage insgesamt |
| ----- | ------------------------- | ------ | --------------- | -------------- |
| 01    | Jushin Thunder Liger      | 11     | 32              | 2245           |
| 02    | Prince Devitt             | 3      | 15              | 1010           |
| 03    | Minoru Tanaka/Heat/Minoru | 4      | 20              | 998            |
| 04    | Koji Kanemoto             | 5      | 13              | 954            |
| 05    | Hiromu Takahashi          | 5      | 14              | 884            |
| 06    | Tiger Mask                | 6      | 13              | 858            |
| 07    | Shiro Koshinaka           | 3      | 9               | 688            |
| 08    | KUSHIDA                   | 6      | 8               | 684            |
| 9     | El Desperado              | 5      | 13              | 587+           |
| 10    | Taiji Ishimori            | 3      | 4               | 469            |
| 11    | Will Ospreay              | 3      | 6               | 392            |
| 12    | Kota Ibushi               | 3      | 8               | 338            |
| 13    | Kenny Omega               | 2      | 4               | 285            |
| 14    | Norio Honaga              | 3      | 9               | 283            |
| 015   | Ryusuke Taguchi           | 2      | 6               | 260            |
| 13    | Norio Honaga              | 3      | 8               | 283            |
| 016   | Low-Ki                    | 3      | 2               | 226            |
| 017   | Hiroshi Hase              | 2      | 3               | 222            |
| 018   | Wataru Inoue              | 1      | 3               | 191            |
| 019   | El Samurai                | 2      | 3               | 184            |
| 20    | Douki                     | 1      | 4               | 183            |
| 21    | Shinjiro Otani            | 1      | 5               | 181            |
| 22    | Naoki Sano                | 1      | 2               | 174            |
| 23    | Naomichi Marufuji         | 1      | 5               | 166            |
| 24    | The Great Sasuke          | 1      | 5               | 165            |
| 25    | Kendo Kashin              | 2      | 3               | 160            |
| 26    | Black Tiger               | 1      | 1               | 134            |
| 27    | Kuniaki Kobayashi         | 1      | 1               | 129            |
| 28    | Ultimo Dragon             | 2      | 6               | 128            |
| 29    | Nobuhiko Takada           | 1      | 5               | 119            |
| 30    | SHO                       | 1      | 2               | 114            |
| 31    | Robbie Eagles             | 1      | 1               | 104            |
| 32    | Tatsuhito Takaiwa         | 1      | 2               | 101            |
| 33    | Akira Nogami              | 1      | 1               | 88             |
| 34    | Místico                   | 1      | 2               | 85             |
| 35    | Masayuki Naruse           | 1      | 1               | 80             |
| 36    | Pegasus Kid               | 1      | 0               | 74             |
| 37    | Dragon Lee                | 1      | 1               | 64             |
| 38    | Jado                      | 1      | 1               | 62             |
| 39    | Marty Scurll              | 1      | 0               | 60             |
| 40    | BUSHI                     | 1      | 0               | 49             |
| 041   | Sabu                      | 1      | 1               | 42             |
| 042   | Owen Hart                 | 1      | 1               | 28             |
| 043   | Juventud Guerrera         | 1      | 0               | 7              |